# باولو دياز
باولو دياز (بالإسبانية: Paulo Díaz)‏ (مواليد 25 أغسطس 1994) هو لاعب كرة قدم. يلعب مع نادي ريفر بليت ومنتخب تشيلي لكرة القدم. سبق له أن لعب في كأس القارات 2017 مع منتخب بلاده.

## مسيرته الكروية
لعب باولو دياز خلال مسيرته الاحترافية مع 5 أندية في تسعة مواسم وسجل خلالها 11 هدفًا ضمن 123 مباراة. حيث فاز في موسم واحد بالكأس وفي موسم واحد بالدوري.
خاض باولو دياز مسيرته مع نادي بالستينو في موسم 2013 واستمر معه طيلة ثلاثة مواسم، مشاركًا في 41 مباراة سجل خلالها 6 أهداف. ثم انتقل إلى نادي كولو-كولو في موسم 2015–16 لمدة موسم واحد، حيث شارك في مباراة ولم يسجل أي هدف. لينتقل بعدها إلى نادي سان لورينزو في موسم 2016 واستمر معه طيلة ثلاثة مواسم، مشاركًا في 47 مباراة سجل خلالها 5 أهداف. ثم انتقل إلى النادي الأهلي في موسم 2018–19 لمدة موسم واحد، مشاركًا في 24 مباراة ولم يسجل أي هدف. هذا وانتقل لاحقًا إلى نادي ريفر بليت في موسم 2019–20 لمدة موسم واحد، مشاركًا في 10 مباريات ولم يسجل أي هدف أيضًا.

## روابط خارجية
- باولو دياز على موقع الاتحاد الدولي (مؤرشف)  (الإنجليزية)
- باولو دياز على موقع قاعدة بيانات كرة القدم.إي يو (الإنجليزية)
- باولو دياز على موقع ناشيونال فوتبول تيمز (الإنجليزية)
- باولو دياز على موقع Soccerway.com (الإنجليزية)
- باولو دياز على موقع AS.com (الإسبانية)